# Andreas Eicker
Andreas Eicker (* 26. September 1972 in Lemgo) ist ein deutscher Jurist.

## Leben
Von 1994 bis 1999 absolvierte er ein Grundstudium der Rechtswissenschaft und Spezialisierung durch ein Schwerpunktstudium im Strafrecht an der Universität Bremen. Nach der Promotion 2004 zum Dr. iur. an der Universität St. Gallen und der Habilitation 2009 an der Universität Bern (Lehrbefugnis für die Fächer Strafrecht, Strafprozessrecht,  Internationales Strafrecht und Kriminologie) ist er seit 2009 ordentlicher Professor für Strafrecht und Strafprozessrecht an der Universität Luzern.

## Veröffentlichungen
- Andreas Eicker (Hrsg.), Strafbarkeit der Beschneidung von Jungen im Kindesalter?, Stämpfli Verlag, Bern 2023